# دانييل هاغلوند
دانييل هاغلوند (بالسويدية: Daniel Haglund)‏ هو عازف بيانو وموسيقي سويدي، ولد في 25 مارس 1980 في فالون في السويد.

## وصلات خارجية
- دانييل هاغلوند على موقع ميوزك برينز (الإنجليزية)
- دانييل هاغلوند على موقع ديسكوغز (الإنجليزية)